# Obřanský tunel
Obřanský tunel je železniční tunel č. 217 na katastrálním území Obřany na železniční trati Brno – Havlíčkův Brod mezi stanicí Brno-Maloměřice a zastávkou Brno-Lesná v km 3,389–3,453.

## Historie
Výstavba trati byla zahájena v roce 1938 a po přerušení druhou světovou válkou pokračovala v roce 1948. Celá trať byla zprovozněna jako novostavba v roce 1953, kdy nahradila tři místní dráhy z přelomu 19. a 20. století. Na trati se nachází celkem osm tunelů (Obřanský, Cacovický, Husovický, Královopolský, Loučský, Lubenský, Níhovský a Havlíčkobrodský). V průběhu druhé světové války sloužily nedostavěné tunely Cacovický a Husovický jako sklady pro leteckou výrobu. V roce 2015 byla trať revitalizována.

## Geologie a geomorfologie
Oblast se nachází v geomorfologickém oblast Brněnská vrchovina s celkem Drahanská vrchovina, podcelek Adamovská vrchovina, okrsek Obřanská kotlina. Z geologického hlediska je tvořena především granodiority.

## Popis
Dvojkolejný tunel byl postaven na železniční trati Brno – Havlíčkův Brod mezi stanicí Brno-Maloměřice a dnešní zastávkou Brno-Lesná. Po výjezdu ze stanice Brno-Maloměřice trať překonává železničním obloukovým mostem řeku Svitavu a vysokým náspem pokračuje do Obřanského tunelu. Tunel byl proražen v levém směrovém oblouku v patě vrchu (kóta 297 m n. m.). Z tunelu pokračuje trať v ostrém oblouku vysokým náspem směrem k zastávce Brno-Lesná. V oblouku v blízkosti tratě stojí kostel svatého Václava.
Tunel leží v nadmořské výšce 215 m a je dlouhý 64,58 m.